# Jin Xian Hou
 (août 2024).
Si vous disposez d'ouvrages ou d'articles de référence ou si vous connaissez des sites web de qualité traitant du thème abordé ici, merci de compléter l'article en donnant les références utiles à sa vérifiabilité et en les liant à la section « Notes et références ».
Le marquis Jin Xian Hou (chinois: 晉獻侯, nom ancestral Ji (姬), prénom Su (蘇)) est le huitième dirigeant de l'État de Jin pendant la Dynastie Zhou de l'Ouest. Après la mort de son père, le marquis Jin Xi Hou, en 823 av. J.-C., il monta sur le trône de Jin.
Il mourut en 812 av. J.-C., la 11e année de son règne, et son fils le marquis Jin Mu Hou lui succéda sur le trône.